# あの日のインターチェンジ
あの日のインターチェンジは、2000年4月16日にNHK衛星第2テレビで放送された おーい、ニッポン 今日はとことん静岡県 で制作・紹介されたご当地ソング。

## 概要
- 作詞：秋元康
- 作曲：後藤次利
- 唄：24carat
  - 岡本侑子
  - 山崎孟

歌詞中に東名高速道路の御殿場インターチェンジ、静岡インターチェンジ、浜松インターチェンジが登場する。